# آلفرد بیکل
آلفرد بیکل (انگلیسی: Alfred Bickel یا فردی بیکل; ۱۲ مهٔ ۱۹۱۸ – ۱۸ اوت ۱۹۹۹)  بازیکن و مربی فوتبال اهل سوئیس بود.
از باشگاه‌هایی که در آن بازی کرده‌است می‌توان به باشگاه فوتبال گراس‌هاپر زوریخ اشاره کرد.
وی همچنین در تیم ملی فوتبال سوئیس بازی کرده‌است.